# Archäologisches Museum der Stadt Kelheim

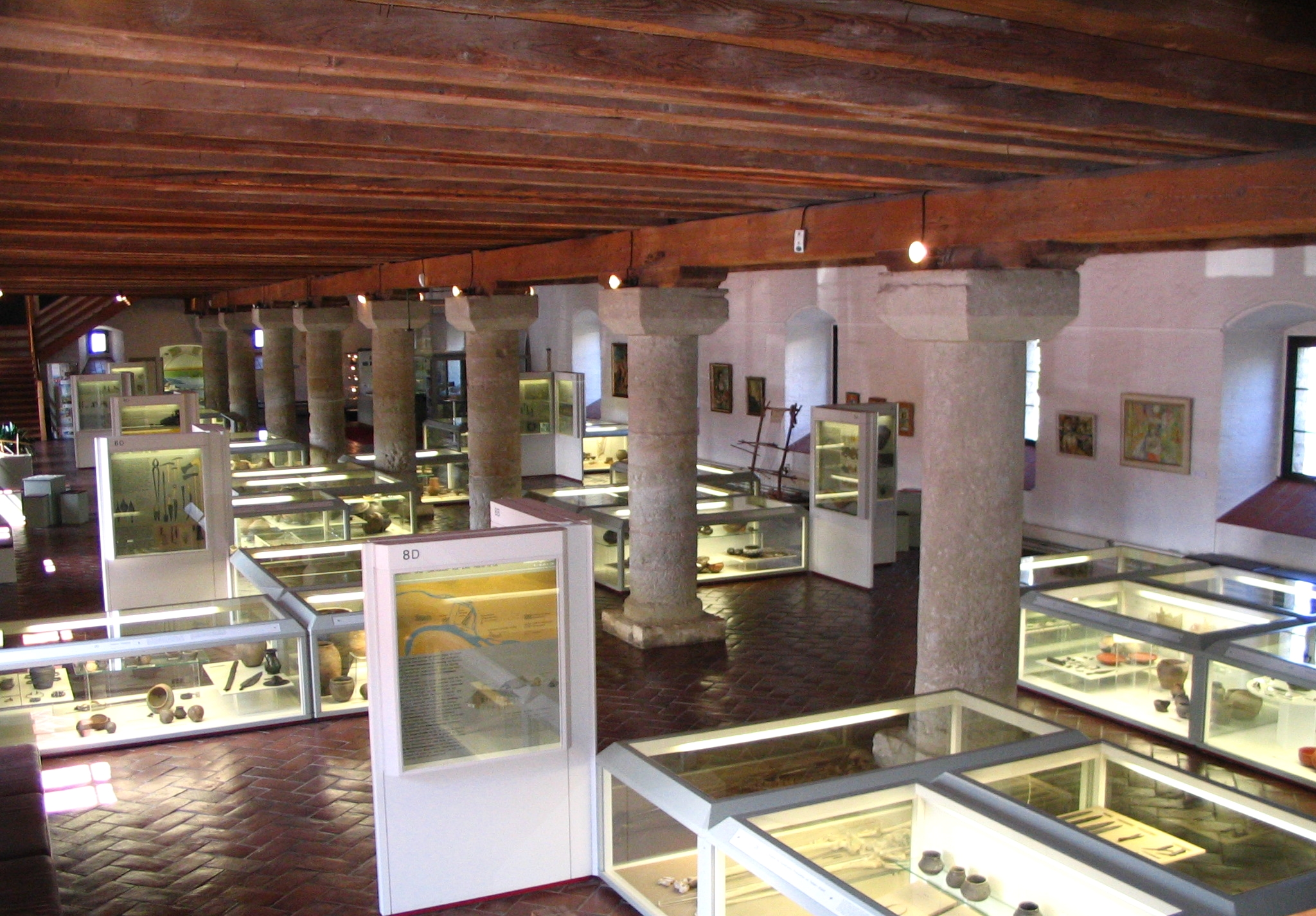
Herzogkasten innen

Das Archäologische Museum der Stadt Kelheim ist ein Museum zur Archäologie und Geschichte der niederbayerischen Stadt Kelheim.
Das Museum wurde 1908 durch den Historischen Verein Kelheim (Kraus-Verein) gegründet. Im Jahre 1981 bezog das Museum den Herzogkasten, einen spätgotischen Getreidespeicher aus dem 15. Jahrhundert. Der Schwerpunkt der vor- und frühgeschichtlichen Ausstellung im Erdgeschoss liegt auf der Vorgeschichte von Kelheim und Umgebung und umfasst lückenlos die Zeitspanne vom Neandertaler des Altmühltales bis in ottonische Zeit. Im Obergeschoss schließt sich die 1990 eingeweihte stadtgeschichtliche Ausstellung an, die von der Gründung der herzoglichen Residenz der Wittelsbacher in Kelheim und der Stadtgründung bis zum Bau des Main-Donau-Kanals reicht. Ein Teil des Obergeschosses steht für Sonderausstellungen zur Verfügung. Durch zahlreiche Ausgrabungen im Zuge des Baues des Rhein-Main-Donau-Kanals sowie durch Schenkungen konnten der Historische Verein und das Museum einen umfangreichen und chronologisch lückenlosen Bestand an historischen Artefakten von der Altsteinzeit bis ins Mittelalter zusammentragen.
Im Innenhof des Museums ist ein originales Teilstück sowie die Rekonstruktion der ursprünglichen Höhe der Befestigungsmauer des keltischen Oppidums Alkimoennis zu besichtigen, deren Überreste sich auf dem Michelsberg befinden. Hier ist neben Nachbauten von zwei Grabhügeln und einem Stück der Urdonausohle auch Station 1 des Archäologieparks Altmühltal mit Informationen zur Geschichte der Ausgrabungen am Main-Donau-Kanal und zum Archäologiepark.
Das Museum ist Herausgeber verschiedener ur- und frühgeschichtlicher Fachpublikationen wie der Kelheimer Museumsblätter und der Museumshefte sowie Begleitbänden zu Sonderausstellungen.
Es wurde am 7. April 1983 mit dem vom Europarat verliehenen Europäischen Museums-Sonderpreis ausgezeichnet.